# Toxina blarina
Toxina blarina, prescurtat BLTX, este o substanță toxică de natură animală. Ea a fost descoperită la genul Blarina, o grupă de șoareci americani cu coada scurtă. Toxina poartă numele genului de rozătoare. Blarina a fost izolată din saliva șoarecilor, ea fiind produsă de glandele submaxilare. Din punct de vedere structural, biochimic și funcțional, toxina este o gilatoxină; o toxină asemănătoare s-a găsit la scorpion, produsă de glandele interlabiale. BLTX face parte dintre toxinele produse de mamifere, care, în dezvoltarea lor filogenetică, au preluat această funcție de secreta toxine, de la animalele inferioare. Toxicul este o enzimă proteolitică din grupa seroproteazelor, care produc paralizia sau moartea animalelor mușcate. Toxina nefiind periculoasă pentru om, omul mușcat nu prezintă simptome grave.